# Comuna de Strzyżewice
Strzyżewice (polaco: Gmina Strzyżewice) é uma gminy (comuna) na Polónia, na voivodia de Lublin e no condado de Lubelski. A sede do condado é a cidade de Strzyżewice.
De acordo com os censos de 2004, a comuna tem 7525 habitantes, com uma densidade 69,1 hab/km².

## Área
Estende-se por uma área de 108,84 km², incluindo:
- área agrícola: 82%
- área florestal: 15%

## Demografia
Dados de 30 de Junho 2004:
|                      | Total   | Total | Mulheres | Mulheres | Homens  | Homens |
| -------------------- | ------- | ----- | -------- | -------- | ------- | ------ |
|                      | pessoas | %     | pessoas  | %        | pessoas | %      |
| População            | 7525    | 100   | 3823     | 50,8     | 3702    | 49,2   |
| Densidade (pop./km²) | 69,1    | 100   | 35,1     | 35,1     | 34      | 34     |

De acordo com dados de 2002, o rendimento médio per capita ascendia a 1223,32 zł.

## Subdivisões
- Borkowizna, Bystrzyca Nowa, Bystrzyca Stara, Dębina, Dębszczyzna, Franciszków, Iżyce, Kajetanówka, Kiełczewice Dolne, Kiełczewice Górne, Kiełczewice Maryjskie, Kiełczewice Pierwsze, Kolonia Kiełczewice Dolne, Osmolice Pierwsze, Osmolice Drugie, Pawłów, Pawłówek, Piotrowice, Polanówka, Pszczela Wola, Strzyżewice, Żabia Wola.

## Comunas vizinhas
- Bychawa, Głusk, Jabłonna, Niedrzwica Duża, Wilkołaz, Zakrzówek